# Roman Rock fyr
Roman Rock fyr är en fyr på en klippa i False Bay utanför Simon's Town i Västra Kapprovinsen i Sydafrika. Det är den enda fyren i landet som står på en klippa i havet.
Fyren, som ritades av Alexander Gordon och tändes första gången år 1861, skulle vägleda Royal Navys fartyg genom False Bay i det som då var en engelsk koloni. Tornet tillverkades av gjutjärn i Storbritannien och monterades ihop på plats, varefter det bultades fast på en sockel på klippan, som tog fyra år att bygga. Fyrapparaten hade åtta oljelampor med speglar och roterade ett varv på fyra minuter.
Fyren sköttes av tre fyrvaktare, varav två på fyren och en på land. De arbetade efter ett rullande schema där fyrvaktaren på land avlöste en av dem på fyren efter sju dygn.
På 1910-talet byggdes fyren om till AGA-fyr och avbemannades. Den nya fyrlyktan visade en vit blixt var sjätte sekund och gastuberna med acetylen byttes ut var sjätte vecka.
År 1992 renoverades fyren på uppmaning av Sydafrikas flotta år och elektrifierades. Den gamla lanterninen byttes ut mot en ny av glasfiberarmerad plast som  flögs dit med hjälp av en helikopter och fyrlyktan moderniserades. Delar av den gamla fyrapparaten visas på museet i Simon's Town.
Fyrlyktan uppgraderades år 2015 och 
lysvidden ökades till 20 sjömil. Den drivs med solpaneler och har en dieselgenerator som reserv.
Fyren kan endast nås med båt.